# Ralph Sanford

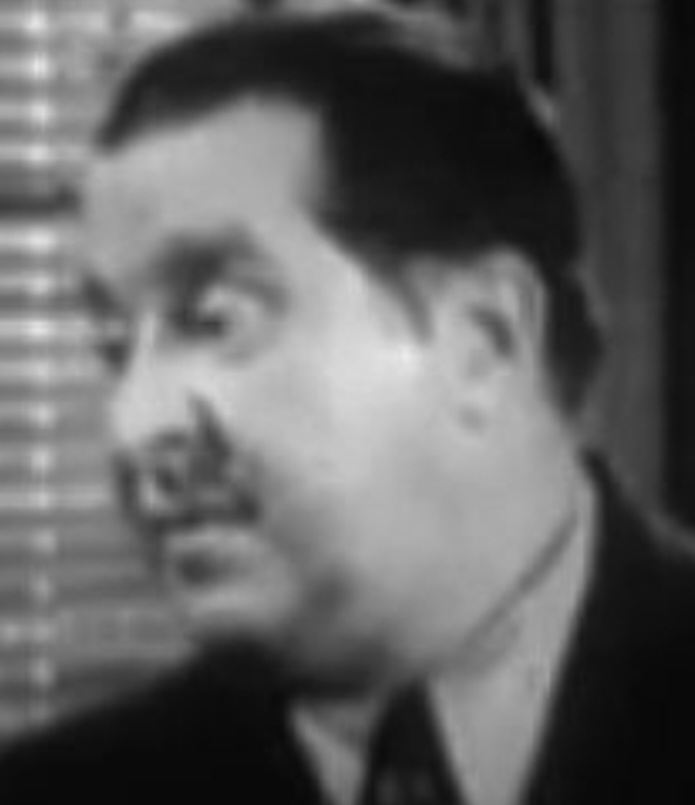
Ralph Sanford in Submarine Alert (1943)

Ralph Sanford (Springfield, 21 maggio 1899 – Los Angeles, 20 giugno 1963) è stato un attore statunitense.

## Biografia
Prese parte a più di 200 film tra gli anni 30 e 60. Tra le altre, ebbe una parte nel film di Stanlio e Ollio I Toreador.

## Filmografia parziale

### Cinema
- In the Dough, regia di Ray McCarey (1932)
- Alaska Highway, regia di Frank McDonald (1943)
- I Toreador (The Bullfighters), regia di Malcolm St. Clair (1945)
- High Powered, regia di William Berke (1945)
- Trigger il cavallo prodigio (My Pal Trigger), regia di Frank McDonald (1946)
- Il grande campione (Champion), regia di Mark Robson (1949)
- Lo zoo di vetro (The Glass Menagerie), regia di Irving Rapper (1950)
- L'ultima preda (Union Station), regia di Rudolph Maté (1950)
- Il terrore dei Navajos (Fort Defiance), regia di John Rawlins (1951)
- Mia moglie si sposa (Let's Make It Legal!), regia di Richard Sale (1951)
- Immersione rapida (Torpedo Alley), regia di Lew Landers (1952)
- La maschera di fango (Springfield Rifle), regia di André De Toth (1952)
- Le ore sono contate (Count the Hours), regia di Don Siegel (1953)
- Un killer per lo sceriffo (The Forty-Niners), regia di Thomas Carr (1954)
- Canne infuocate (Shotgun), regia di Lesley Selander (1955)
- Mia moglie è di leva (The Lieutenant Wore Skirts), regia di Frank Tashlin (1956)
- I conquistatori dell'uranio (Uranium Boom), regia di William Castle (1956)
- I conquistatori dell'Oregon (The Oregon Trail), regia di Gene Fowler Jr. (1959)
- Guerra di gangster (The Purple Gang), regia di Frank McDonald (1959)

### Televisione
- Gianni e Pinotto (The Abbott and Costello Show) – serie TV, episodio 2x10 (1954)
- Climax! – serie TV, episodi 2x02-2x14-4x07 (1955-1957)
- Crusader – serie TV, episodio 1x23 (1956)
- The Restless Gun – serie TV, episodio 2x05 (1958)
- General Electric Theater – serie TV, episodi 9x06-10x05 (1960-1961)